# Roter Brasilienapfel
Roter Brasilienapfel sinónimo: Mecklenburgischer Königsapfel es el nombre de una variedad cultivar de manzano (Malus domestica). 
Una variedad de manzana cultivada, que pertenece al grupo de manzanas alemanas antiguas de la herencia, que estuvo particularmente extendida en Mecklenburg. El palo de Brasil (Paubrasilia echinata) por la similitud de color probablemente le dio su nombre. 
Está incluida en la lista de variedades del vivero de árboles "Quade" con el número 1930/35, y es la variedad elegida de huerto del año 2018 en el Norte de Alemania.

## Sinonimia
- "Mecklenburgischer Königsapfel",
- "Rote Brasil",
- "Brasilienapfel",
- "Brunsiller Apfel".

## Historia
'Roter Brasilienapfel' es una variedad de manzana alemana antigua de la herencia, fue descrita por primera vez en 1773 por el Pastor Henne y en 1809 por el pomólogo Johann Ludwig Christ. Fue mencionado por última vez en la bibliografía en 1894, y desde entonces se le ha considerado perdido durante mucho tiempo en toda Alemania.
'Roter Brasilienapfel' fue distribuida localmente por el vivero de árboles "Quade" (en la oficina de Neuhaus  ) hasta alrededor de 1940/50 .  No fue hasta el descubrimiento de un manzano preservado cerca de Pommau en la antigua zona fronteriza del interior de Alemania que la variedad revivió.  La asociación regional "Konau 11 - Natur" se ocupa actualmente de la conservación y distribución.

## Características
'Roter Brasilienapfel' árbol con árboles muy grandes y saludables que necesitan un suelo fresco y rico en nutrientes. También sobrevive varias semanas de inundaciones en el sitio. Tiene un tiempo de floración que comienza a partir del 9 de mayo con el 10% de floración, para el 14 de mayo tiene una floración completa (80%), y para el 23 de mayo tiene un 90% caída de pétalos.
'Roter Brasilienapfel' tiene una talla de fruto de mediano a grande; forma del fruto redondeado o de bordes redondeados en la sección transversal; con nervaduras medias a débiles, y con corona muy débil; epidermis cuya piel es suave, con un color de fondo amarillo, que muestra sobre color (95-100%) de lavado de rojo oscuro a burdeos intenso, que está ligeramente marcado con lenticela pequeñas, escasas y de color claro, marcado con parches prominentes de ruginoso-"russeting", ruginoso-"russeting" (pardeamiento áspero superficial que presentan algunas variedades) débil; cáliz con ojo de tamaño mediano, y semiabierto, colocado en una cuenca amplia y poco profunda, y con algo de maraña de ruginoso-"russeting" en su pared; pedúnculo medio y de un calibre medio, colocado en una cavidad estrecha y poco profunda, que presenta con ruginoso-"russeting"; pulpa es de color blanco amarillento, moderadamente jugosa, suelta y se vuelve tierna rápidamente, jugosas con su sabor ácido y muy agradable.
Las manzanas se consideran una variedad de invierno. Su tiempo de recogida de cosecha se inicia de mediados de septiembre a mediados de octubre. Los frutos maduros muy a menudo muestran una capa de cera azulada brillante. Se mantiene bien hasta después de Navidad. Debido a su fruta roja de hermosos colores, la Brasil se usaba ocasionalmente como manzana para bodas.

## Usos
Debido a su fuerte crecimiento con la copa ancha y esférica y las ramas colgantes, solía plantarse a lo largo de caminos y carreteras. También es una variedad típica de cultivo en huerta.
Ahora también se prefiere para compota de manzana (cuando cocida adquiere un color rosado), y para comer en fresco.

## Susceptibilidades
Resistentes a la sarna del manzano, al oídio y al cancro de los árboles frutales.